# ツノハタタテダイ

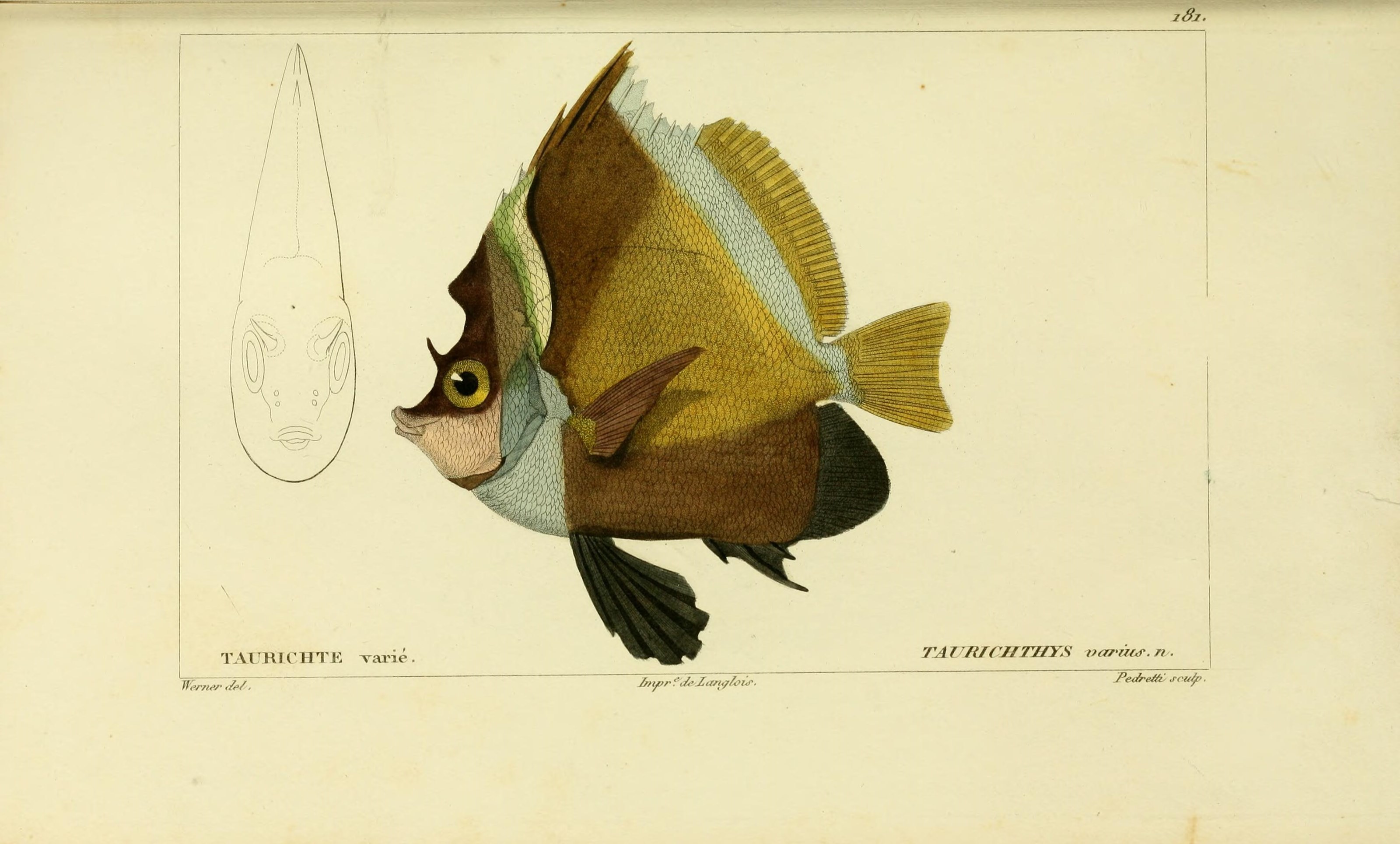
ツノハタタテダイのイラスト

ツノハタタテダイ（角旗立鯛、学名：Heniochus varius）は、スズキ目チョウチョウウオ科に分類される魚類の一種。種小名は、模様から「斑点」を表すという説と「角」を意味するという説がある。

## 形態
- 全長20 cm[3]。
- ハタタテダイ属の魚の中でも特に頭部の突起が盛り上がる[1]。
- 全体的に暗い色である[1]。
- 背鰭から腹鰭、背鰭から尾鰭基部にかけてそれぞれ白線が通る[3]。
- モルディブ産のものは太平洋産のものより腹部が白っぽくなる[1]。

## 生態
サンゴのポリプを主に、底生の甲殻類などを食べる。
水深30 mまでのサンゴ礁に生息する。サンゴに隠れていることが多い。

## 分布
西・中部太平洋・インド洋の一部。日本では本州中部以南に分布する。

## 人とのかかわり
観賞魚。ポリプを中心に食べるため餌付けは難しい。